# Jan Pouwels
Jan Pouwels (Amsterdam, 6 januari 1898 – Goor, 20 juli 1974) was organist en componist.

## Loopbaan
Pouwels begon zijn studie aan het Amsterdams Conservatorium op 29-jarige leeftijd. Hij was daar leerling van Sem Dresden en later van Willem Pijper. Pouwels was organist aan de Lutherse kerk te Hilversum. Met zijn Suite verwierf hij in 1939 de prijs van de gemeente Amsterdam. Zijn Ballet voor kamerorkest verwierf de Gaudeamusprijs in 1950. Pouwels componeerde verder kinderoperette, balletten, symfonieën, orgelconcerten, fluitconcerten met dubbel strijkorkest, vioolconcerten, pianoconcerten, declamatie "Wijzangen en Kindersproke", Confiteor voor altsolo, koor en orkest, Italiaanse Ouverture, sonates voor respectievelijk fluit, viool, cello met piano, piano (één en twee piano's en vierhandig) en een orgelsonate.

## Composities

### Orkest
- Burlesque, 1934
- Concert voor orgel en orkest, 1934 
Delen: 1. Allegro 2. Andante quasi allegretto 3. Allegro moderato
- Suite (Oorspr. titel: Symphonische suite nr. 1.) 1940
Delen: 1. Orkeststuk 1 (Vivace) 2. Orkeststuk 2 (Larghetto) 3. Orkeststuk 3 (Allegro ma non troppo)*Italiaansche ouverture, 1949
- Dans-variaties op een bekend wijsje, 1949
- De Ruyter fantasie-variaties voor groot orkest, 1950
- Concert voor fluit en strijkorkest, 1951 
Delen: 1. Allegro 2. Andante 3. Allegro
- Ouverture 1952 voor orkest, 1952
- Mijn Nederland-variaties, 1960
- Symphonische suite no. 2, 1961
Delen: 1. Allegro 2. Adagio 3. Allegro

### Orgel
- Sonate, 1934
Delen: 1. Allegro con brio 2. Larghetto 3. Sarabande con variazioni

### Piano
- Tango voor twee piano's, 1935
- Sonate voor fluit en piano, 1950, Opgedragen aan Kees van der Star
Delen: 1. Allegro 2. Andante sostenuto 3. Presto
- Sextet voor blaasinstrumenten en piano voor fluit, hobo, klarinet, fagot, hoorn en piano, 1958
Delen: 1. Allegro moderato 2. Andante 3. Allegretto

### Zang
- Waak op, gij geest der oude helden, voor tenor, bariton en orkest, 1946, met tekst van: Karl Heinrich von Bogatzky
- O Nederland, let op u saeck (vrije bewerking) voor tenor, bariton en orkest, 1946, op een tekst van Adriaen Valerius
- Confiteor (Psalm 31) voor altsolo, gemengd koor, vioolsolo en orkest, 1969
- Fiducia voor altsolo, gemengd koor, vioolsolo en orkest, 1969

### Ballet
- Job (ballet) voor piano en orkest, 1955
Delen: 1. Voorspel 2. Jobs offerdans 3. Feestmaaltijd 4. Demonen-dans
- Job, Suite II 
Delen: 1. Dans Jobs vrouw 2. Gesprek met Jobs vrienden 3. Sterrendans 4. Engelendans

### Altviool
- Sonate voor altviool en piano, 1955
- Polonaise voor altviool en piano, 1958

### Cello
- Sonate voor Cello, 1954 
Delen: 1. Allegro 2. Andante tranquillo 3. Allegro

## Overig
In 2017 maakt Elisabeth Vercammen een film over Pouwels voor haar afstuderen als Master Musician in Applied Contexts aan het Conservatorium. 
- Gemeinsame Normdatei: 1089875126
- International Standard Name Identifier: 0000 0003 9711 9448
- Nederlandse Thesaurus van Auteursnamen: 302379312
- Virtual International Authority File: 292182492
- WorldCat: E39PBJq6TGXdVRCbJtg96HHDMP